# 괴산군 (1948년 선거구)
괴산군은 대한민국의 옛 국회의원 선거구이다. 당시 충청북도 괴산군 지역을 관할했다.

## 역사
제헌 국회의원 선거를 앞두고 괴산군 전 지역을 관할하는 선거구로 신설되었다.
제9대 국회의원 선거를 앞두고 진천군·음성군 선거구와 통합되면서 진천군·괴산군·음성군 선거구를 이루게 됨에 따라 폐지되었다.

## 역대 국회의원
| 선거   | 정당 | 정당       | 의원   |
| ------ | ---- | ---------- | ------ |
| 1948년 |      | 무소속     | 연병호 |
| 1950년 |      | 대한국민당 | 연병호 |
| 1954년 |      | 자유당     | 안동준 |
| 1958년 |      | 자유당     | 김원태 |
| 1960년 |      | 무소속     | 안동준 |
| 1961년 |      | 민주당     | 김사만 |
| 1963년 |      | 민주공화당 | 안동준 |
| 1967년 |      | 민주공화당 | 안동준 |
| 1971년 |      | 민주공화당 | 김원태 |

## 역대 선거 결과

### 대한민국 제헌 국회의원 선거
|  | 77.54% |

|  | 22.45% |

|  | 0% |

|  | 0% |

### 대한민국 제2대 국회의원 선거
|  | 16.01% |

|  | 14.39% |

|  | 10.79% |

|  | 7.29% |

|  | 7.08% |

|  | 6.53% |

|  | 5.88% |

|  | 5.40% |

|  | 3.70% |

|  | 3.48% |

|  | 3.47% |

|  | 3.35% |

|  | 3.27% |

|  | 3.22% |

|  | 2.55% |

|  | 2.38% |

|  | 1.13% |

|  | 0% |

### 대한민국 제3대 국회의원 선거
|  | 57.73% |

|  | 19.43% |

|  | 17.33% |

|  | 5.48% |

### 대한민국 제4대 국회의원 선거
|  | 55.92% |

|  | 44.07% |

### 대한민국 제5대 국회의원 선거
|  | 47.97% |

|  | 21.06% |

|  | 20.58% |

|  | 5.85% |

|  | 4.52% |

|  | 0% |

### 1961년 대한민국 재보궐선거
안동준 의원의 의원직 상실로 인해 치러진 1961년 대한민국 재보궐선거에서 민주당 김사만 후보가 당선되었다.

### 대한민국 제6대 국회의원 선거
|  | 42.51% |

|  | 41.12% |

|  | 8.23% |

|  | 6.71% |

|  | 1.40% |

### 대한민국 제7대 국회의원 선거
|  | 60.23% |

|  | 36.83% |

|  | 2.92% |

### 대한민국 제8대 국회의원 선거
|  | 69.38% |

|  | 21.79% |

|  | 8.82% |